# Reprezentacja Kostaryki w piłce nożnej mężczyzn
Reprezentacja Kostaryki w piłce nożnej mężczyzn – drużyna piłkarska reprezentująca Republikę Kostaryki w zawodach międzynarodowych. Za jej funkcjonowanie odpowiedzialna jest Federación Costarricense de Fútbol, organ zarządzający piłką nożną w Kostaryce. W reprezentacji mogą występować wyłącznie zawodnicy posiadający obywatelstwo kostarykańskie.
Kostarykę nazywa się Szwajcarią Karaibów, a na obywateli powiada się Ricos (Bogacze).
Po raz pierwszy zagrała w finałach mistrzostw świata w 1990 roku. Debiutant, prowadzony przez Serba Borę Milutinovicia, w rozgrywkach grupowych zwyciężył 1:0 Szkocję oraz 2:1 Szwecję i, mimo iż w trzecim meczu przegrał minimalnie z Brazylią, awansował do drugiej rundy. Tam nie sprostał Czechosłowacji, co w dużej mierze było pochodną nieobecności kontuzjowanego bramkarza Luisa Gabelo Conejo, który w poprzednich spotkaniach był wyróżniającym się zawodnikiem drużyny.
Na kolejny awans kibice reprezentacji musieli czekać aż dwanaście lat. Na Mistrzostwach Świata 2002 Kostarykańczycy nie powtórzyli sukcesu z 1990 roku i zakończyli udział w turnieju na fazie grupowej zajmując trzecie miejsce z czterema punktami na koncie po zwycięstwie 2:0 z Chinami, remisie z Turcją 1:1, oraz porażce 2:5 z Brazylią. W tym samym roku reprezentacja osiągnęła za to swój najlepszy wynik w rozgrywkach o Złoty Puchar CONCACAF. Doszła do finału, w którym przegrała ze Stanami Zjednoczonymi.
W japońsko-koreańskim Mundialu drużynę prowadził Alexandre Guimarães, Brazylijczyk naturalizowany w Kostaryce. Jako zawodnik grał w pamiętnych mistrzostwach w 1990 roku. Od wielu lat gwiazdą obecnej reprezentacji jest napastnik Paulo Wanchope, w przeszłości piłkarz m.in. Derby County, West Hamu United i Málagi.
Cztery lata później kostarykańscy piłkarze na mundialu 2006 zagrali w grupie A razem z gospodarzem mistrzostw Niemcami, Ekwadorem, oraz Polską. Po przegraniu wszystkich trzech spotkań (odpowiednio 2:4 z reprezentacją Niemiec w meczu otwarcia turnieju, 0:3 z Ekwadorem oraz 1:2 z Polską), z zerowym dorobkiem punktowym zajęli ostatnie miejsce w grupie i odpadli z turnieju.
Na występ w kolejnych mistrzostwach świata Kostaryka czekała osiem lat. Na brazylijskich boiskach Kostarykanie grali w grupie D razem z Urugwajem, Włochami i Anglią. Po dwóch zwycięstwach (z Urugwajem 3:1 oraz Włochami 1:0) i bezbramkowym remisie z Anglią z siedmioma punktami na koncie awansowali oni z pierwszego miejsca w grupie do 1/8 finału. W tej fazie turnieju spotkali się z reprezentacją Grecji z którą wygrali 5:3 po serii rzutów karnych. Awansowali więc do ćwierćfinału w którym trafili na reprezentację Holandii, której ulegli dopiero po rzutach karnych stosunkiem 3:4.
W 2018 roku awansowali na mundial w Rosji. Grali na nim w grupie E razem z Brazylią, Szwajcarią, oraz Serbią. W turnieju zanotowali jednak dwie porażki (odpowiednio z Serbią 0:1 i Brazylią 0:2) oraz remis ze Szwajcarią 2:2 i odpadli z turnieju już po fazie grupowej.
Reprezentacja Kostaryki zajmuje aktualnie (1 czerwca 2017) 2 miejsce w federacji CONCACAF.

## Udział wMistrzostwach Świata
- 1930–1934 – Nie brała udziału
- 1938 – Wycofała się z kwalifikacji
- 1950–1954 – Nie brała udziału
- 1958–1986 – Nie zakwalifikowała się
- 1990 – 1/8 Finału
- 1994–1998 – Nie zakwalifikowała się
- 2002 – Faza Grupowa
- 2006 – Faza Grupowa
- 2010 – Nie zakwalifikowała się
- 2014 – Ćwierćfinał
- 2018 – Faza Grupowa
- 2022 – Faza Grupowa

## Udział wZłotym Pucharze CONCACAF
- 1991 – IV Miejsce
- 1993 – III Miejsce[1]
- 1996 – Nie zakwalifikowała się
- 1998 – Faza Grupowa
- 2000 – Ćwierćfinał
- 2002 – II Miejsce
- 2003 – IV Miejsce
- 2005 – Ćwierćfinał
- 2007 – Ćwierćfinał
- 2009 – III Miejsce[2]
- 2011 – Ćwierćfinał
- 2013 – Ćwierćfinał
- 2015 – Ćwierćfinał
- 2017 – III Miejsce[2]
- 2019 – Ćwierćfinał
- 2021 – Ćwierćfinał

## Udział wCopa Centroamericana
- 1991 – Mistrzostwo
- 1993 – II Miejsce
- 1995 – Ćwierćfinał
- 1997 – Mistrzostwo
- 1999 – Mistrzostwo
- 2001 – II Miejsce
- 2003 – Mistrzostwo
- 2005 – Mistrzostwo
- 2007 – Mistrzostwo
- 2009 – II Miejsce
- 2011 – II Miejsce
- 2013 – Mistrzostwo
- 2014 – Mistrzostwo
- 2017 – IV Miejsce

## Rekordziści
| #   | Zawodnik           | Pozycja | Lata      | Występy |
| --- | ------------------ | ------- | --------- | ------- |
| 1.  | Walter Centeno     | PO      | 1995–2009 | 137     |
| 2.  | Joel Campbell      | NA      | 2011–     | 136     |
| 3.  | Luis Marín         | OB      | 1993–2006 | 128     |
| 4.  | Celso Borges       | PO      | 2008–     | 123     |
| 5.  | Bryan Ruiz         | PO      | 2005–     | 122     |
| 6.  | Keylor Navas       | BR      | 2008–     | 114     |
| 7.  | Rolando Fonseca    | NA      | 1992–2011 | 113     |
| 8.  | Álvaro Saborío     | NA      | 2002–     | 111     |
| 9.  | Mauricio Solís     | PO      | 1993–2006 | 109     |
| 10. | Michael Umaña      | NA      | 2004–2017 | 102     |
| 11. | Harold Wallace     | OB      | 1995–2009 | 98      |
| 12. | Rónald Gómez       | NA      | 1993–2008 | 91      |
| 13. | Hernán Medford     | NA      | 1988–2002 | 87      |
| 14. | Christian Bolaños  | PO      | 2005–     | 86      |
| 15. | Júnior Díaz        | OB      | 2003–2016 | 80      |
| 16. | Giancarlo González | OB      | 2010–     | 77      |
| 16. | Cristian Gamboa    | OB      | 2010–     | 77      |
| 18. | Erick Lonnis       | BR      | 1998–2005 | 76      |
| 19. | Óscar Ramírez      | PO      | 1985–1997 | 75      |
| 19. | Wilmer López       | PO      | 1995–2003 | 75      |

| #   | Zawodnik           | Pozycja | Lata      | Gole |
| --- | ------------------ | ------- | --------- | ---- |
| 1.  | Rolando Fonseca    | NA      | 1992–2011 | 47   |
| 2.  | Paulo Wanchope     | NA      | 1996–2008 | 45   |
| 3.  | Álvaro Saborío     | NA      | 2002–     | 35   |
| 4.  | Juan Ulloa         | NA      | 1955–1961 | 27   |
| 5.  | Bryan Ruiz         | NA      | 2005–     | 26   |
| 6.  | Walter Centeno     | PO      | 1995–2009 | 24   |
| 6.  | Rónald Gómez       | NA      | 1993–2008 | 24   |
| 8.  | Jorge Hernán Monge | NA      | 1955–1961 | 23   |
| 9   | Celso Borges       | PO      | 2008–     | 22   |
| 10. | Hernán Medford     | NA      | 1987–2002 | 18   |

## Selekcjonerzy
| 1.  | Valdeir Vieira              | Brazylia          | kwiecień 1996    | styczeń 1997     | 16 | 6  | 5  | 5  | 40% |                         |      |
| 2.  | Horacio Cordero             | Argentyna         | styczeń 1997     | sierpień 1997    | 17 | 7  | 6  | 4  | 41% | 1x Copa Centroamericana | 1997 |
| 3.  | Juan Luis Hernández Fuertes | Hiszpania         | sierpień 1997    | listopad 1997    | 4  | 1  | 1  | 2  | 25% |                         |      |
| –   | Rolando Villalobos          | Kostaryka         | grudzień 1997    | luty 1998        | 4  | 2  | 0  | 2  | 50% |                         |      |
| 4.  | Francisco Maturana          | Kolumbia          | październik 1998 | sierpień 1999    | 11 | 5  | 2  | 4  | 45% | 1x Copa Centroamericana | 1999 |
| 5.  | Marvin Rodríguez            | Kostaryka         | październik 1999 | luty 2000        | 7  | 3  | 3  | 1  | 43% |                         |      |
| 6.  | Gílson Nunes                | Brazylia          | maj 2000         | listopad 2000    | 10 | 5  | 1  | 4  | 50% |                         |      |
| 7.  | Alexandre Guimarães         | Kostaryka         | listopad 2000    | czerwiec 2002    | 33 | 16 | 9  | 8  | 48% |                         |      |
| –   | Rodrigo Kenton              | Kostaryka         | wrzesień 2002    | listopad 2002    | 2  | 0  | 2  | 0  | 0%  |                         |      |
| 8.  | Steve Sampson               | Stany Zjednoczone | listopad 2002    | czerwiec 2004    | 19 | 10 | 3  | 7  | 50% | 1x Copa Centroamericana | 2003 |
| 9.  | Jorge Luis Pinto            | Kolumbia          | czerwiec 2004    | marzec 2005      | 19 | 8  | 4  | 7  | 42% | 1x Copa Centroamericana | 2005 |
| 10. | Alexandre Guimarães (2)     | Kostaryka         | kwiecień 2005    | lipiec 2006      | 22 | 7  | 2  | 13 | 32% |                         |      |
| –   | Carlos Watson               | Kostaryka         | sierpień 2006    | wrzesień 2006    | 2  | 0  | 1  | 1  | 0%  |                         |      |
| 11. | Hernán Medford              | Kostaryka         | październik 2006 | czerwiec 2008    | 24 | 7  | 12 | 5  | 29% | 1x Copa Centroamericana | 2007 |
| 12. | Rodrigo Kenton (2)          | Kostaryka         | czerwiec 2008    | wrzesień 2009    | 25 | 16 | 4  | 5  | 64% |                         |      |
| 13. | René Simões                 | Brazylia          | wrzesień 2009    | listopad 2009    | 4  | 1  | 2  | 1  | 25% |                         |      |
| –   | Rónald González             | Kostaryka         | grudzień 2009    | wrzesień 2010    | 6  | 1  | 1  | 4  | 17% |                         |      |
| 14. | Ricardo La Volpe            | Argentyna         | wrzesień 2010    | sierpień 2011    | 18 | 4  | 8  | 6  | 22% |                         |      |
| –   | Rónald González             | Kostaryka         | sierpień 2011    | wrzesień 2011    | 2  | 1  | 0  | 1  | 50% |                         |      |
| 15. | Jorge Luis Pinto (2)        | Kolumbia          | wrzesień 2011    | lipiec 2014      | 50 | 22 | 14 | 14 | 44% | 1x Copa Centroamericana | 2013 |
| 16. | Paulo Wanchope              | Kostaryka         | sierpień 2014    | sierpień 2015    | 15 | 4  | 7  | 4  | 27% | 1x Copa Centroamericana | 2014 |
| 17. | Óscar Ramírez               | Kostaryka         | sierpień 2015    | lipiec 2018      | 47 | 21 | 11 | 15 | 52% |                         |      |
| –   | Rónald González             | Kostaryka         | lipiec 2018      | październik 2018 | 2  | 0  | 0  | 2  | 0%  |                         |      |
| 18. | Gustavo Matosas             | Urugwaj           | październik 2018 | wrzesień 2019    | 12 | 5  | 0  | 7  | 42% |                         |      |
|     |                             |                   |                  |                  |    |    |    |    | %   |                         |      |

Stan na 2 sierpnia 2019.
Kursywą wyróżniono selekcjonerów tymczasowych.
W nawiasie podano, który raz selekcjoner prowadził reprezentację.